# Aleixo Garcia
Alejo García, en portugués: Aleixo Garcia (¿?-1525) fue un navegante  portugués.
Alejo García estuvo a servicio de la Corona de Castilla bajo la cual participó en varias expediciones por América del Sur. Fue el  primer europeo en entrar en contacto con el Incanato, tomando la delantera a Francisco Pizarro.

## Biografía
Alejo García nació en algún lugar de la región portuguesa del Alentejo a finales del siglo XV. Se puso voluntariamente al servicio de la Corona de Castilla participando como marino en sus expediciones al "Nuevo Mundo".
Formó parte de la expedición española al Río de la Plata bajo el mando del capitán Juan Díaz de Solís, donde descubrieron la isla Martín García. La expedición fracasó al morir el capitán y algunos tripulantes en manos de antropófagos, posiblemente de origen guaraní, en las costas del actual Uruguay.
En marzo o abril de 1516 una de las tres carabelas naufragó cuando regresaban a España en un sitio después llamado Porto dos Patos, en la  Isla Santa Catarina o Yurú-Minri. Hubo 18 sobrevivientes, incluido García, pero siete de estos hombres fueron capturados cuando fueron por la costa hacia el norte por la expedición de Cristóvão Jacques a finales de 1516 y, más tarde fueron cambiados por  un grupo de doce presos portugueses capturados en el Caribe entre los que se encontraba, Estevão Frois, uno de los capitanes a quien  se atribuye una posible expedición que habría precedido a la de Solís al Río de la Plata. Todo ello en el contexto de la competencia sobre el  control de las costas de Río de Plata por los castellanos y portugueses.

## Cronología
Antes de la conquista del Perú, las tribus guaraníes intentaron tres veces migrar al interior del Incanato. Según relata el Inca Garcilaso de la Vega, la primera sucedió en el último año de gobierno de Inca Yupanqui, probablemente refiriéndose al Sapa Inca Pachacútec, en algún punto entre 1471 y 1476. Para Alcide d'Orbigny sucedió en torno a 1430. Posteriormente, su sucesor, Túpac Yupanqui, pasaría varios años luchando contra los invasores.  Túpac los combatió sin éxito por dos años y Juan de Santa Cruz Pachacuti Yamqui Salcamaygua dice que cuando envió a un general colla a combatirlos en la selva, este último se quejó por lo que consideraba un destierro. La segunda habría ocurrido entre 1513 y 1518, según el testimonio de guaraní a Álvar Núñez Cabeza de Vaca. La tercera entre 1519 y 1523, basándose en un chané llevado prisionero por los guaraníes a Itati y que habló con Domingo Martínez de Irala. Independientemente de las fechas exactas, la segunda y la tercera se habrían producido durante los últimos años del reinado de Huayna Cápac, poco antes de la llegada de los españoles.
Según el historiador francés Thierry Saignes, Huayna Cápac empezó a colonizar los llanos de Grigotá hacia 1500. El ataque contra Samayta se habría producido en 1526, al igual que una incursión contra la frontera del Guapay. El Inca habría estado en Ecuador al ocurrir varias invasiones entre 1520 y 1525. Sin embargo, sólo el cronista Rui Díaz de Guzmán dice que García participó de estas. El historiador peruano José Antonio del Busto dice que García invadió Charcas en 1520 y en respuesta Yasca fue enviado en 1522. Sin embargo, esto choca con las fechas tradicionales que fijan entre 1521 y 1526 su famosa expedición desde el sur del actual Brasil hasta lo que hoy es Bolivia. Siendo recién en 1525 que llegó a territorio incaico. Al parecer entre 1525 y 1530 los incaicos lograron restaurar el orden en su frontera.

## Guaraníes e incas

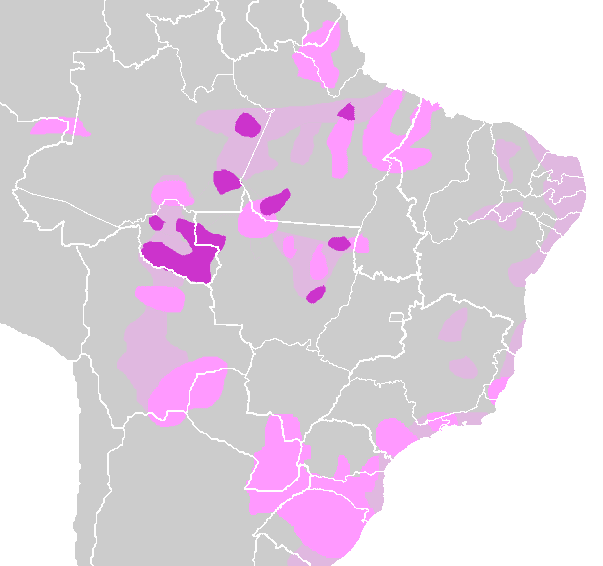
Lenguas tupí (violeta) y lenguas tupí-guaraníes (rosa) en la actualidad y áreas de extensión probables en el pasado (rosa grisáceo).

Al contrario de lo sucedido al norte del Cuzco, donde los incas jamás se expandieron más allá de las selvas montañosas, en la región Apolo a Ixiamas, la llanura del Guapay o Grigotá y la planicie entre el Guapay y el Pilcomayo colonizaron territorio selvático. Esto los hizo entrar en contacto con los guaraníes, que empezaron a incursionar en sus dominios para hacerse de metal que después comerciaban con otras tribus (una red que llegaba hasta el Atlántico). Posiblemente, los guaraníes empezaron a migrar hacia esas zonas en los siglos XIII y XV. Para defenderse los cuzqueños hicieron levantar una red de cuarenta o cincuenta fortines por Cochabamba sus propios «limes».
Durante una visita a Charcas, el Inca Huayna Cápac estuvo en Pocona (en el actual departamento de Cochabamba) para reparar la fortaleza que años atrás había sido construida por su padre Túpac Yupanqui. Bartolomé Arzáns de Orsúa y Vela en su Historia de la villa imperial de Potosí afirma que los chiriguanos (así llamaban los incas a los guaraníes a quienes consideraban invasores, con ese mote despectivo que significa "excremento frío" en quechua) llegaron hasta Cantumarca, en los faldeos del Cerro Rico de Potosí arrasando todo a su paso. Huayna Cápac en persona se presentó con un gran ejército en Tarapaya, desde ahí envió a uno de sus hijos con 4.000 soldados a Cantumarca pero los invasores les estaban esperando con 3.000 guerreros y fueron derrotados. Doscientos incas murieron y el resto huyó con el Inca, que salió con el resto de las tropas a enfrentarlos. Dio muerte a 6.000 guaraníes e hizo huir al resto a las montañas de los charcas. El monarca entró en Cantumarca victorioso, siendo recibido con aclamaciones y festejos por el pueblo. En la Relación verdadera del asiento de Santa Cruz de la Sierra, una compilación de Marcos Jiménez de la Espada, el Inca se decidió a conquistar los llanos de Grigotá (donde actualmente está Santa Cruz de la Sierra) y construyó la fortaleza de Samaipata. Dicha edificación estuvo a cargo de un «"pariente"» del Inca llamado Guacane (quien dejó como rehén en Cuzco a su hermano Condori) si se cree a la Relación Cierta del sacerdote Diego Felipe de Alcaya. Los incas habrían levantado más fortificaciones en Pocona, Montepuco (cerca de Pojo), Cuscotoro, Incahuasi, Orocontá, Esquila, Escapana, Taraya, Cóndor Huasi y a orillas del Parapetí. Además de establecer una mina de plata en Saipurú que debía ser trabajada por los 5.000 mitimaes (colonos) instalados en la zona a cargo de Guacane. También se empezó a cobrar tributos en granos de maíz para abastecer a la mita que debían realizar los locales.
Había pasado algunos años de la visita del monarca a Pocona, cuando los chiriguanos lanzaron tres cuerpos contra la comarca: 5.000 fueron a Grigotá, 1.000 quedaron en Itatín y 1.000 marcharon contra el «Mango Inca». De estos últimos, pocos volvieron. La campaña parecía una reacción contra la construcción de fuertes fronterizos y porque aparentemente el Inca habría conquistado a los moxos (a un alto costo para sus ejércitos y debiendo instalar colonos). Las fuentes indican que venían de Itatín. Huayna Cápac estaba luchando contra los cayambis de Pichincha cuando supo de los primeros choques y descansaba en Quito cuando le trajeron la noticia de que todos sus soldados en el fuerte de Cuscotuyo habían sido masacrados. También caería Samaita debido al relajamiento de las guarniciones andinas; Guacane y Condori son capturados y los invasores derrotan y matan a Lucurmayo, noble cuzqueño enviado a detenerlos. Grigota, jefe local aliado de Cuzco, capturó por sorpresa a 200 atacantes mientras celebraban su victoria. Los envía a la capital, donde el monarca los ejecuta exponiéndolos a los elementos, de ahí el nombre chiriguano, «muerto por el frío». El general Apo Yasca (o Yazca) fue enviado con 20.000 soldados del Chinchaysuyo y a su paso por el Collao reclutó más hombres para guarnecer las fortalezas de la frontera chaqueña. Miguel Cabello Balboa señala que el soberano, en realidad, planeaba la conquista de los chiriguanos y moxos. En Cuzco habría recibido los refuerzos de Apo Ilaquita y Auqui Túpac Amaro, ya que el caos en que estaba sumergida Charcas amenazaba con extenderse al Collao. El general hizo algunos prisioneros que envió a su señor y reconstruyó algunas fortalezas, otros afirman que fue derrotado, lo cierto es que el resultado de los combates en incierto. Los guaraníes terminaron por establecer la tribu pauserna en lo que hoy es el departamento de Santa Cruz. La famosa riqueza había animado a los guaraníes a iniciar estas expediciones de saqueo que acabaron mal. Los sobrevivientes transmitieron esos rumores a los europeos.
Al sur del Guapay, los jefes locales habían establecido defensas para defenderse de los indios chaqueños desde mucho antes de la conquista incaica. Cuando el Inca llegó, tenía huestes de arqueros moxos y antis para derrotar a los locales atrincherados en Oroncota. Después de esto muchos jefes adoptaron las costumbres del conquistador y vieron en el nuevo poder un respaldo contra las invasiones. Para asegurar el territorio, el Sapa Inca trajo colonos del Collao y Condesuyo.
En los territorios fronterizos entre el río Pilcomayo y Tucumán los cuzqueños construyeron otra red de fortalezas para detener las incursiones guaraníes que provenían del Pilcomayo y el Bermejo. En el último tercio del siglo XVI los colonos instalados por Cuzco serían desplazados por los chiriguanos y la fundación de Tarija (1574).

## Expedición a Charcas
García ya había aprendido guaraní tras convivir tantos días con los indígenas y así empezó a escuchar las historias maravillosas sobre «el Rey Blanco y la Sierra de la Plata». Rumores de la prosperidad del Incanato se habían expandido a los guaraníes rioplatenses: un templo dedicado al sol más grande que ninguna otra edificación en la tierra, una fortaleza inexpugnable como capital, palacios ricamente adornados y una riqueza en oro y plata en las entrañas de la tierra incomparable (probablemente ahí también estuvo el origen de la leyenda de la Ciudad de los Césares). Estos también se habían extendido a la cuenca del Orinoco, la costa brasileña, el Amazonas, el Chaco, el Río de la Plata y América Central.
Se sabe que siguieron la costa al sur y en 1521 llegaron al Río de Solís o el Mar Dulce, el Río de la Plata. Ese año lo dedicaron a remontarlo hasta Carcarañá. En ese entonces eran un mulato, García y cuatro europeos explorando el Paraná y el Paraguay. Finalmente, llegó hasta donde después se levantaría Asunción del Paraguay, más de una década antes que Álvar Núñez Cabeza de Vaca. Por eso se lo considera el descubridor del Paraguay. Acompañado por más de 2.000 guaraníes, en 1525 dejó el Paraguay desde San Fernando o Paray, cruzó por el Chaco y penetró el territorio incaico hasta las cercanías de Tomina, posiblemente subiendo el cauce del río Pilcomayo. Asaltaron los fortines fronterizos de los incaicos. Saquearon Mizque, Presto, Tarabuco y las aldeas chichas, pero no lograron tomar los principales (Samaipata e Incallacta). Masacraron a todos los que encontraron y cuando las tropas del Sapa Inca vinieron en gran número a enfrentarlos inician la retirada, Otros dicen que fueron capaces de derrotar a 10 000 soldados incaicos mandados por Yasca antes de retirarse, lo que indicaría que no eran una banda sino un verdadero ejército. Debido a esta expedición también se considera a García el descubridor de Charcas. A la vuelta, fueron atacados en Tarabuco por los charcas pero logran replegarse.

## Muerte
García murió a finales del año 1526 en San Pedro del Ycuamandiyú cuando volvía cargado con el botín y prisioneros chiquitanos y chanés fue atacado por los guaycurúes chaqueños, usualmente identificados como payaguaes, aunque, según la hipótesis del investigador Dick Edgar Ibarra Grasso Alejo Gracía y sus compañeros pudieron acabar matándose entre ellos por el tesoro. Estos eventos habrían ocurrido en el territorio del cacique Guacani o Guacane. Algunos sirvientes guaraníes consiguieron volver a Patos con muestras de metales preciosos; esto animaría nuevas expediciones de exploración y conquista. Muchos guaraníes se quedaron en la cordillera combatiendo a las huestes incaicas. Al parecer fueron derrotados dos o tres años después.

## Consecuencias

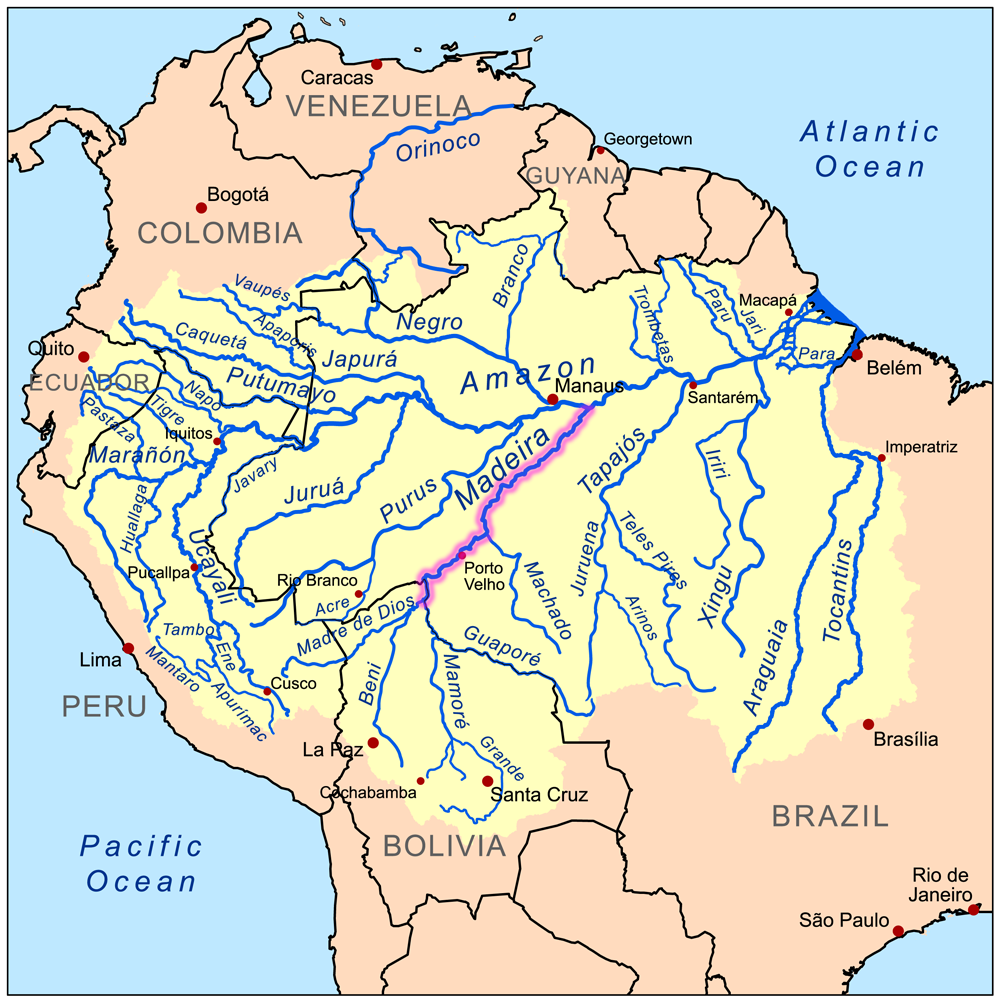
Río Madeira (morado) en la Amazonia.

La ruta que abrió Alejo García, por el curso del río Pilcomayo, fue muy utilizada después ya que muchos guaraníes se sintieron animados a migrar. Por ella pasaron Martim Afonso de Sousa (quien fundó la ciudad de San Vicente), Álvar Núñez Cabeza de Vaca (en 1541) y Ulrico Schmidl (en 1553). Por esos mismos caminos pasaron los jesuitas que fundaron las reducciones donde cristianizaban a los guaraníes.
Los españoles realizaron nuevas expediciones a través del Chaco hacia Charkas (actual Bolivia) en las décadas siguientes: Martínez de Irala con 250 españoles y 2.500 guaraníes en 1543, y Ñuflo de Chávez con 150 españoles y 1.500 guaraníes en 1556-1558 y con 2.000 o 3.000 indios en 1564. Como resultado de estas migraciones, los recién llegados sometieron a los pacíficos chanés, pueblo de lengua arahuaca muy superior en número.
La creencia en la Yvy mará'ey, «Tierra sin Males», animó a grandes migraciones de las tribus tupíes y guaraníes costeras que huían de los portugueses hacia el interior en el período 1530-1612. Presionados, los tupinambás de 84 aldeas de Pernambuco iniciaron su épica marcha hacia 1530 según los análisis del antropólogo suizo Alfred Métraux. Sus villas quedaron vacías, pues se llevaron a todos los hombres, mujeres, niños y ancianos junto a las posesiones que podían llevar. Su recorrido fue lento porque debieron enfrentar a tribus hostiles y detenerse a cultivar y cosechar. Navegaron por el San Francisco al interior hasta la llanura del Mato Grosso septentrional, después siguieron los manantiales de los ríos que van al sur y con rumbo a los ríos Paraná y de la Plata. Arribaron al nacimiento del Madeira, donde encontraron colonos españoles, conviviendo con ellos un tiempo hasta que empezaron a tener problemas. Finalmente, siguieron el curso de esas aguas hasta su delta, estableciéndose definitivamente en la isla Tupinambarana después de expulsar o subyugar a los anteriores habitantes gracias a sus hábiles guerreros y arqueros. El viaje les había tomado 50 a 60 años y se prolongó por 5.600 km. Ahí los encontró el explorador Pedro Teixeira en 1612. Acorde al Nuevo Descubrimiento del gran río del Amazonas del jesuita Cristóbal de Acuña fueron 60.000 tupinambás los que comenzaron la marcha, pero una vez establecidos en la isla, incapaces de conseguir sustento para tantos, se dispersaron por la selva en grupos menores.
En 1540 10 000 tupinambás salieron de Pernambuco hacia ese «"paraíso terrestre"», llegaron sólo 300 a Perú en 1549. En 1553 Duarte da Costa dio permiso a los colonos lusitanos para esclavizar a los locales y quedarse con sus tierras. Otro fuerte motivo fueron las epidemias de viruela. En consecuencia, 132.000 tupiniquimes de la costa bahiana emigraron al oeste, forzando a sus parientes, los tupinambás, a buscar protección en la selva.
Los migrantes siguieron chocando con los pueblos andinos, en este caso, los incas de Vilcabamba fueron vencidos en una gran batalla por 8.000 guaraníes en 1553 o 1554, producto de la victoria los indios selváticos se establecieron en los faldeos orientales de los Andes.